# Campionato italiano Ice Sledge Hockey 2011-2012
Il Campionato italiano Ice Sledge Hockey 2011-2012 è l'ottava edizione di questo torneo, organizzato dalla Federazione Italiana Sport del Ghiaccio.

## Formula e partecipanti
Le compagini iscritte sono ancora una volta le tre rappresentative regionali di Piemonte (Tori Seduti), Lombardia (Armata Brancaleone) e Alto Adige (South-Tyrol Eagles, campioni in carica).
La formula è variata: le squadre disputano nel corso di un fine settimana due incontri contro la stessa squadra. Di fatto, è un doppio girone di andata e ritorno, seguito dalle finali nazionali, dove le squadre si incontreranno in un'unica sede.
In caso di parità al termine dei tempi regolamentari, viene giocato un tempo supplementare con la regola del golden gol. In caso di ulteriore parità, si passa ai tiri di rigore. Vengono assegnati tre punti alla squadra vincitrice nei tempi regolamentari, due alla squadra vincitrice ai tempi supplementari o ai rigori, un punto alla squadra sconfitta ai supplementari o ai rigori.
Nelle finali nazionali, le squadre classificate seconda e terza si scontreranno in semifinale, per determinare la sfidante della squadra prima classificata.

## Regular season
|                    | ARM | EAG | TOR | ARM       | EAG       | TOR |
| ------------------ | --- | --- | --- | --------- | --------- | --- |
| Armata Brancaleone | —   | 0–4 | 0–1 | —         | 0–4       | 0–4 |
| South-Tyrol Eagles | 4–0 | —   | 4–2 | 3–2 (dts) | —         | 0–2 |
| Tori Seduti        | 2–0 | 1–0 | —   | 1–0       | 2–1 (dtr) | —   |

## Classifica
| Pos | Squadra            | G | V | VS | PS | P | GF | GS | DG  | Pt |
| --- | ------------------ | - | - | -- | -- | - | -- | -- | --- | -- |
| 1   | Tori Seduti        | 8 | 6 | 1  | 0  | 1 | 15 | 5  | +10 | 20 |
| 2   | South-Tyrol Eagles | 8 | 4 | 1  | 1  | 2 | 20 | 9  | +11 | 15 |
| 3   | Armata Brancaleone | 8 | 0 | 0  | 1  | 7 | 2  | 23 | −21 | 1  |

## Finali nazionali
|  | Semifinali | Semifinali         | Semifinali |                    |   | Finale | Finale      | Finale |  |
|  |            |                    |            |                    |   |        |             |        |  |
|  |            |                    |            |                    |   | 1      | Tori Seduti | 0      |  |
|  |            |                    |            |                    |   | 1      | Tori Seduti | 0      |  |
|  |            |                    |            | South-Tyrol Eagles | 2 |        |             |        |  |
|  | 2          | South-Tyrol Eagles | 4          | South-Tyrol Eagles | 2 |        |             |        |  |
|  | 2          | South-Tyrol Eagles | 4          |                    |   |        |             |        |  |
|  | 3          | Armata Brancaleone | 0          |                    |   |        |             |        |  |

Le South-Tyrol Eagles vincono il loro quinto titolo italiano.